# Pegagan Julu IV
Pegagan Julu IV is een bestuurslaag in het regentschap Dairi van de provincie Noord-Sumatra, Indonesië. Pegagan Julu IV telt 1837 inwoners (volkstelling 2010).